# Vietnam International 2016
Die Vietnam International 2016 im Badminton fanden vom 31. Mai bis zum 5. Juni 2016 in Hanoi statt. Das Turnier ist nicht zu verwechseln mit der Vietnam International Series 2016.

## Sieger und Platzierte
| Disziplin    | Gold                          | Silber                               | Bronze                                        |
| ------------ | ----------------------------- | ------------------------------------ | --------------------------------------------- |
| Herreneinzel | Nguyễn Tiến Minh              | Wang Tzu-wei                         | Arif Abdul Latif                              |
| Herreneinzel | Nguyễn Tiến Minh              | Wang Tzu-wei                         | Hashiru Shimono                               |
| Dameneinzel  | Vũ Thị Trang                  | Saena Kawakami                       | Grace Chua                                    |
| Dameneinzel  | Vũ Thị Trang                  | Saena Kawakami                       | Chisato Hoshi                                 |
| Herrendoppel | Ong Yew Sin Teo Ee Yi         | Kenya Mitsuhashi Yuta Watanabe       | Chang Ko-chi Liang Jui-wei                    |
| Herrendoppel | Ong Yew Sin Teo Ee Yi         | Kenya Mitsuhashi Yuta Watanabe       | Liao Kuan-hao Lu Chia-bin                     |
| Damendoppel  | Yuki Fukushima Chiharu Shida  | Shiho Tanaka Koharu Yonemoto         | Amelia Alicia Anscelly Teoh Mei Xing          |
| Damendoppel  | Yuki Fukushima Chiharu Shida  | Shiho Tanaka Koharu Yonemoto         | Nguyễn Thị Sen Vũ Thị Trang                   |
| Mixed        | Yuta Watanabe Arisa Higashino | Tinn Isriyanet Pacharapun Chochuwong | Wannawat Ampunsuwan Chanisa Teachavorasinskun |
| Mixed        | Yuta Watanabe Arisa Higashino | Tinn Isriyanet Pacharapun Chochuwong | Chang Ko-chi Chang Hsin-tien                  |